# Schizosaccharomyces
Els esquizosacaromicets (Schizosaccharomycetes) són una classe de fongs ascomicots (Ascomycota) amb un sol ordre, Schizosaccharomycetales, una sola família, Schizosaccharomycetaceae, i un sol gènere, Schizosaccharomyces amb 5 espècies. Són llevats que es divideixen per fissió binària produint dues cèl·lules filles de la mateixa mida, a diferència dels llevats típics que es multipliquen per gemmació (la cèl·lula filla o gemma es molt més petita que la mare).